# Renaldinho World Player 2019
El Renaldinho World Player 2019 es la décima edición del Renaldinho World Player entregado por la página web "Renaldinhos & Pavones" al jugador cuyo rendimiento o comportamiento durante el año en un equipo de La Liga, por el motivo que fuere, no haya estado a la altura de las expectativas de los aficionados a sus equipos. 
El 15 de diciembre se publicó la lista de los 40 jugadores que optaban a ganar el Renaldinho World Player. A través de una encuesta del sitio web la gente escogió al ganador, que se dio a conocer el 28 de diciembre de 2019.

## Resultados
Kevin-Prince Boateng es el Renaldinho World Player de 2019. El futbolista alemán de origen ghanés jugó poco y nada en los meses que estuvo en el Barcelona, aunque al menos puede presumir de haber jugado con Lionel Messi. Jesé Rodríguez, ganador de la edición de 2017, se hizo con el segundo lugar y Emre Mor, delantero turco del Celta de Vigo, se hizo con el tercer puesto superando a jugadores de la talla de Michy Batshuayi, Mariano Díaz Mejía o Philippe Coutinho, entre tantos otros.
Ninguno de los jugadores propuestos se quedó sin recibir ningún voto, algo que ya había sucedido en la edición de 2019.
| Pos. | Jugador               | Club (es)                       | % Votos |
| ---- | --------------------- | ------------------------------- | ------- |
| 1.º  | Kevin-Prince Boateng  | FC Barcelona                    | 14.13%  |
| 2.º  | Jesé Rodríguez        | Real Betis                      | 12.36%  |
| 3.º  | Emre Mor              | Celta de Vigo                   | 12%     |
| 4.º  | Michy Batshuayi       | Valencia CF                     | 7%      |
| 5.º  | Lucas Silva           | Real Madrid                     | 6,61%   |
| 6.º  | Mariano Díaz Mejía    | Real Madrid                     | 6,26%   |
| 7.º  | Sandro Ramírez        | Real Valladolid / Real Sociedad | 5,54%   |
| 8.º  | Philippe Coutinho     | FC Barcelona                    | 3,97%   |
| 9.º  | Jeison Murillo        | FC Barcelona                    | 3,97%   |
| 10.º | Samuele Longo         | SD Huesca                       | 3,85%   |
| 11.º | Nicola Kalinic        | Atlético de Madrid              | 3,83%   |
| 12.º | Diego Rolán           | Alavés                          | 2,94%   |
| 13.º | Duje Čop              | Real Valladolid                 | 2,66%   |
| 14.º | Luisinho              | SD Huesca                       | 1,88%   |
| 15.º | Franco Di Stanto      | Rayo Vallecano                  | 1,47%   |
| 16.º | Samuel García Sánchez | UD Levante                      | 1,15%   |
| 17.º | Aleix Vidal           | Sevilla CF / Alavés             | 1,03%   |
| 18.º | Thomas Vermaelen      | FC Barcelona                    | 0.87%   |
| 19.º | Uche Agbo             | Rayo Vallecano                  | 0.85%   |
| 20.º | Ellaquim Mangala      | Valencia CF                     | 0.76%   |
| 21.º | Filip Manojlović      | Getafe CF                       | 0.71%   |
| 22.º | Junior Alonso         | Celta de Vigo                   | 0.67%   |
| 23.º | Yoel Rodríguez        | SD Eibar / Real Valladolid      | 0,64%   |
| 24.º | Nolito                | Sevilla CF                      | 0,62%   |
| 25.º | Daniele Bonera        | Villarreal CF                   | 0,55%   |
| 26.º | Rafinha               | FC Barcelona / Celta de Vigo    | 0,55%   |
| 27.º | Mariano Barbosa       | Villarreal CF                   | 0,50%   |
| 28.º | Antonio Adán          | Atlético de Madrid              | 0,50%   |
| 29.º | Javi García           | Real Betis                      | 0,50%   |
| 30.º | Ander Iturraspe       | Athletic Club                   | 0,50%   |
| 31.º | Sebastien Corchia     | Espanyol                        | 0,50%   |
| 32.º | Antonio Barragán      | Real Betis                      | 0,41%   |
| 33.º | Michel Santos         | CD Leganés                      | 0,39%   |
| 34.º | Kevin Rodrigues       | Real Sociedad                   | 0,30%   |
| 35.º | Jaume Doménech        | Valencia CF                     | 0,16%   |
| 36.º | Kevin Rodrigues       | Real Sociedad / CD Leganés      | 0,14%   |
| 37.º | Mikel Balenziaga      | Athletic Club                   | 0,09%   |
| 38.º | Markel Bergara        | Getafe CF                       | 0,09%   |
| 39.º | Marc Muniesa          | Girona FC                       | 0,02%   |
| 40.º | Rodrigo Ely           | Alavés                          | 0,02%   |

## Renaldinho World Team 2019
Formado con los jugadores más votados según su posición en el terreno de juego.

| Portero          | Defensas                            | Centrocampistas                                     | Delanteros                                                   |
| ---------------- | ----------------------------------- | --------------------------------------------------- | ------------------------------------------------------------ |
| Filip Manojlović | Aleix Vidal Jeison Murillo Luisinho | Lucas Silva Samuel García Sánchez Philippe Coutinho | Emre Mor Jesé Rodríguez Kevin-Prince Boateng Michy Batshuavy |

| Predecesor: 2018 | Renaldinho World Player 2019 | Sucesor: 2020 |

- Datos: Q109423158